# Râul Valea Mărăcinilor
Râul Valea Mărăcinilor este un curs de apă, afluent al râului Gârcin. 